# Miconia denticulata
Miconia denticulata är en tvåhjärtbladig växtart som beskrevs av Charles Victor Naudin. Miconia denticulata ingår i släktet Miconia och familjen Melastomataceae. Inga underarter finns listade i Catalogue of Life.